# Magdeburg (Schiff, 1912)
Die Magdeburg war ein Kleiner Kreuzer der Kaiserlichen Marine. Die Magdeburg war das Typschiff der nach ihr benannten Magdeburg-Klasse und ihre Schwesterschiffe waren die Stralsund, die Straßburg und die Breslau.
Der Kreuzer ging schon kurz nach Beginn des Ersten Weltkriegs am 26. August 1914 an der Küste Estlands verloren. Die russische Marine fand danach ein deutsches Signalbuch, das man mit Blei beschwert über Bord geworfen hatte. Dem britischen Marinenachrichtendienst gelang mit Hilfe des Signalbuches die Entschlüsselung der deutschen Marinefunksprüche.

## Technische Daten
Das Schiff wurde 1910 bei der AG Weser in Bremen als Ersatz für die Bussard auf Kiel gelegt und lief am 13. Mai 1911 nach Taufe durch den Oberbürgermeister Magdeburgs, Hermann Otto Reimarus, vom Stapel. Es war der zehnte Kleine Kreuzer, der von AG Weser für die Kaiserliche Marine gebaut wurde. Die Indienststellung erfolgte am 20. August 1912. Am 1. Dezember 1912 nahm die Magdeburg ihren Dienst als Torpedo-Versuchsschiff auf und löste dabei die Augsburg ab.
Bei einer Länge von 138,7 m (Wasserlinie 136 m), einer Breite von 13,5 m und einem Tiefgang von 5,1 m verdrängte die Magdeburg 4.570 Tonnen. Sie war mit zwölf Schnellladekanonen des Kalibers 10,5 cm und zwei 50-cm-Torpedorohren bewaffnet. Das Schiff hatte ein langes, flaches Achterschiff, das Platz für 120 Minen und eine entsprechende Wurfvorrichtung bot. Die Besatzung zählte ca. 373 Mann.
Drei Bergmann-Turbinen mit zusammen 25.000 PS Konstruktionsleistung (29.904 PS bei der Abnahme) und drei Schrauben ermöglichten der Magdeburg eine Höchstgeschwindigkeit von 27,6 Knoten. Mit einer Bunkerkapazität von 1.200 Tonnen Kohle konnte sie bei einer Marschgeschwindigkeit von 12 Knoten 5.820 Seemeilen zurücklegen. Die Maschinenräume waren jedoch sehr beengt, so dass Wartungsarbeiten nur schwer durchzuführen waren. Ab einer Geschwindigkeit von 22 Knoten kam es zu sehr hohen Vibrationen im Schiffskörper, so dass die Schiffsgeschwindigkeit erheblichen Beschränkungen unterlag. Wie bei der vorangehenden Kolberg-Klasse hatten die vier Kreuzer der Magdeburg-Klasse unterschiedliche Antriebsanlagen. Die auch bei AG Weser gebaute Stralsund hatte die gleiche Drei-Wellen-Anlage und erreichte 35.515 PS und 28,2 Knoten bei der Abnahme. Auf gleiche Leistung und 27 Knoten konstruiert, erreichte die bei der AG Vulcan in Stettin gebaute Breslau mit ihren auf vier Wellen wirkenden AEG-Vulcan-Turbinen, 33.482 PS und 27,5 Knoten. Die bei der Kaiserlichen Werft in Wilhelmshaven gebaute Straßburg verfügte über Marine-Turbinen, die auf zwei Wellen wirkten und bei den Abnahmetests 33.742 PS leisteten und eine Geschwindigkeit von 28,2 Knoten ermöglichten.
Die Kreuzer der Magdeburg-Klasse waren die ersten in der Kaiserlichen Marine, die keinen Rammbug mehr hatten. Sie besaßen einen sogenannten Kreuzerbug mit einem geraden Steven, der über der Wasserlinie wesentlich steiler war als darunter. Sie waren außerdem die ersten Kleinen Kreuzer der deutschen Marine mit Gürtelpanzerung, der etwa 80 % ihrer Länge abdeckte. Dies wurde allerdings auf Kosten einer geringeren Deckpanzerung erreicht. Diese betrug maximal 40 mm, die Gürtelpanzerung dagegen 60 mm.

## Schicksal

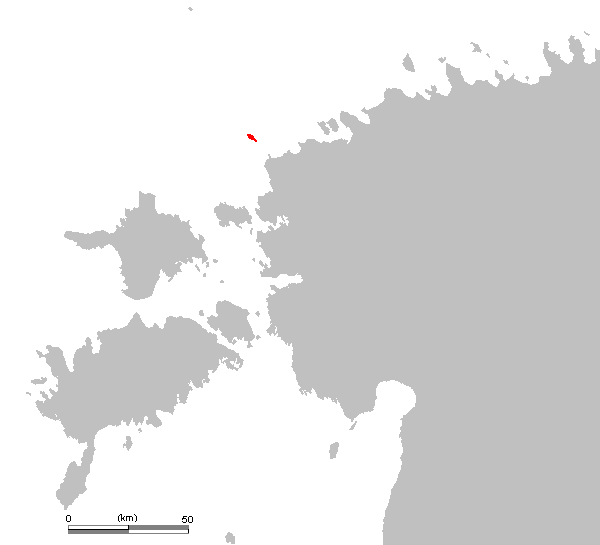
Lage der Insel Osmussaar

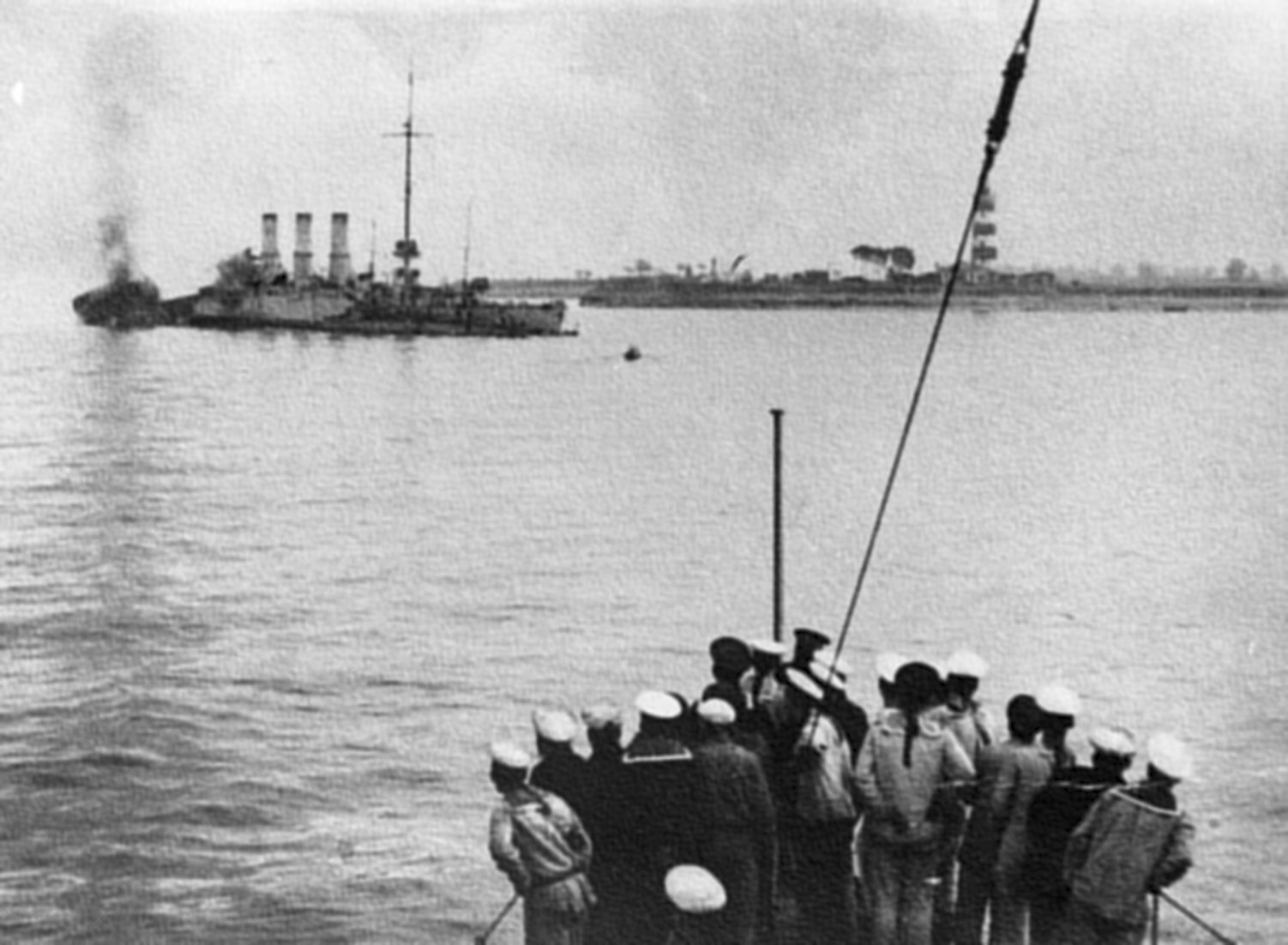
Die gestrandete Magdeburg

Aufgrund der mangelhaften Maschinenanlage konnte die Magdeburg nicht im regulären Flottendienst eingesetzt werden und wurde stattdessen als Torpedoversuchsschiff an Stelle des Kleinen Kreuzers Augsburg genutzt, der daraufhin Artillerieversuchsschiff wurde. Dazu wurden die beiden vorderen Geschütze in den sog. Schwalbennestern durch Torpedorohre ersetzt. Mit dieser Bewaffnung fuhr das Schiff bis zu seinem Untergang.
Nach Beginn des Krieges wurde die Magdeburg in der Ostsee eingesetzt. In den ersten Wochen führte sie Minenlegeunternehmungen durch und beschoss die Küste bei Libau. Am 25. August 1914 stieß sie in den Finnischen Meerbusen vor. Dort lief sie am nächsten Tag im dichten Nebel bei der Insel Odensholm, vor der estnischen Nordküste, auf Grund. Alle Versuche, das Schiff wieder flott zu bekommen, scheiterten. Als sich die russischen Kreuzer Bogatyr und Pallada näherten und die Magdeburg unter Feuer nahmen, sprengte die Besatzung ihr eigenes Schiff. Das Torpedoboot V 26 unter dem Kommando von Kapitänleutnant Diether Roeder von Diersburg und der Kleine Kreuzer Amazone übernahmen die Überlebenden. Insgesamt 15 Mann kamen ums Leben. Der Kommandant, Korvettenkapitän Habenicht, zwei Offiziere und 54 Unteroffiziere und Mannschaften wurden von den Russen gefangen genommen. Habenicht konnte im März 1918 aus der Kriegsgefangenschaft fliehen und nach Deutschland zurückkehren.
Die Russen konnten die zehn Geschütze der Magdeburg bergen, womit sie dann insgesamt vier ihrer Schiffe ausrüsteten: Das Kanonenboot Chrabry erhielt sechs 10,5-cm-Geschütze, das Wachschiff Yastreb zwei, und die beiden Wachschiffe Kopchik und Korshun bekamen jeweils eines. Das Wrack der Magdeburg wurde später von den Russen und vor allem durch Eisgang im Winter 1914/15 vollständig zerstört.

## Signalbuch
Die Russen fanden auch drei Exemplare des geheimen Signalbuchs der Kaiserlichen Marine. Eins davon hatten die Deutschen, als die russischen Schiffe überraschend aus dem Morgennebel auftauchten, mit Blei beschwert, über Bord geworfen. Russische Taucher fanden es und konnten es bergen. Zwei weitere Exemplare wurden an Bord entdeckt. Die Russen boten eins der Signalbücher ihren britischen Verbündeten an, die es am 13. Oktober 1914 dankbar annahmen. Es erwies sich in der Folge als ein äußerst wertvolles Geschenk, denn es gelang den Briten, durch ihren neu gegründeten Marinenachrichtendienst Room 40 und mithilfe des Signalbuches, die Entzifferung aller deutschen Marinefunksprüche, was sich für die Royal Navy als enormer strategischer und taktischer Vorteil im Seekrieg erwies. Auch die berühmte Zimmermann-Depesche, die letztlich kriegsentscheidend zum Eintritt der Vereinigten Staaten in den Weltkrieg führte, konnte durch den Room 40 entziffert werden.

## Kommandanten
| August bis September 1912       | Fregattenkapitän Heinrich Rohardt                             |
| September 1912 bis Februar 1913 | Fregattenkapitän Wilhelm Most                                 |
| Februar 1913 bis März 1914      | Fregattenkapitän / Kapitän zur See Gustav Otto Julius Maerker |
| März bis August 1914            | Korvettenkapitän Richard Habenicht                            |

## Ersatz

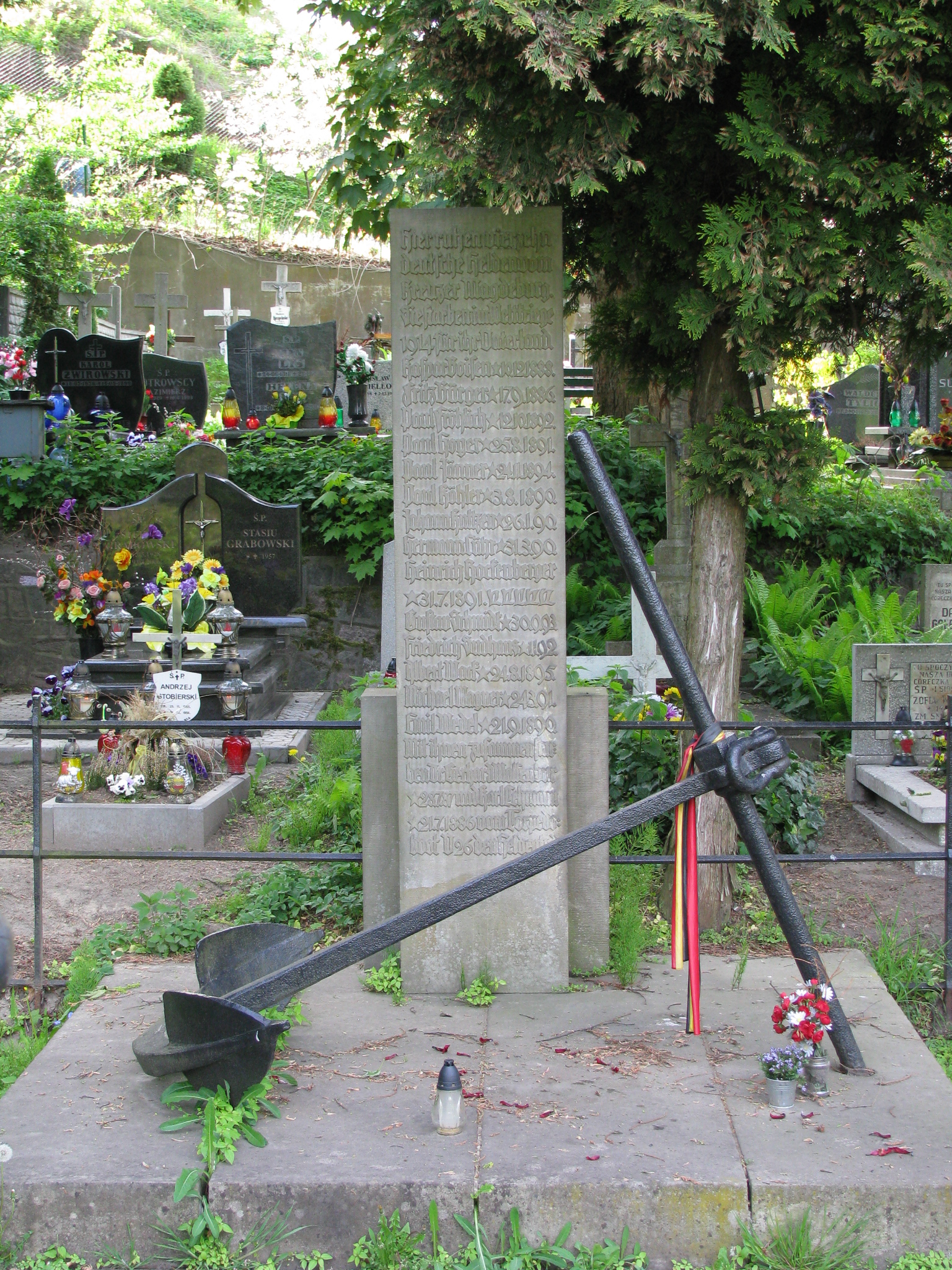
Gedenkstein auf dem Danziger Garnisonsfriedhof

Ein Ersatzbau eines Kleinen Kreuzers Magdeburg war bei den Howaldtswerken in Kiel bei Kriegsende unter der Baunummer 602 im Bau. Er lief am 17. November 1917 ebenfalls unter dem Namen Magdeburg vom Stapel, wurde jedoch bis Kriegsende nicht mehr fertiggestellt (etwa neun Monate vor der Fertigstellung) und 1922 in Kiel abgewrackt.